# Appenninico (cavallo)

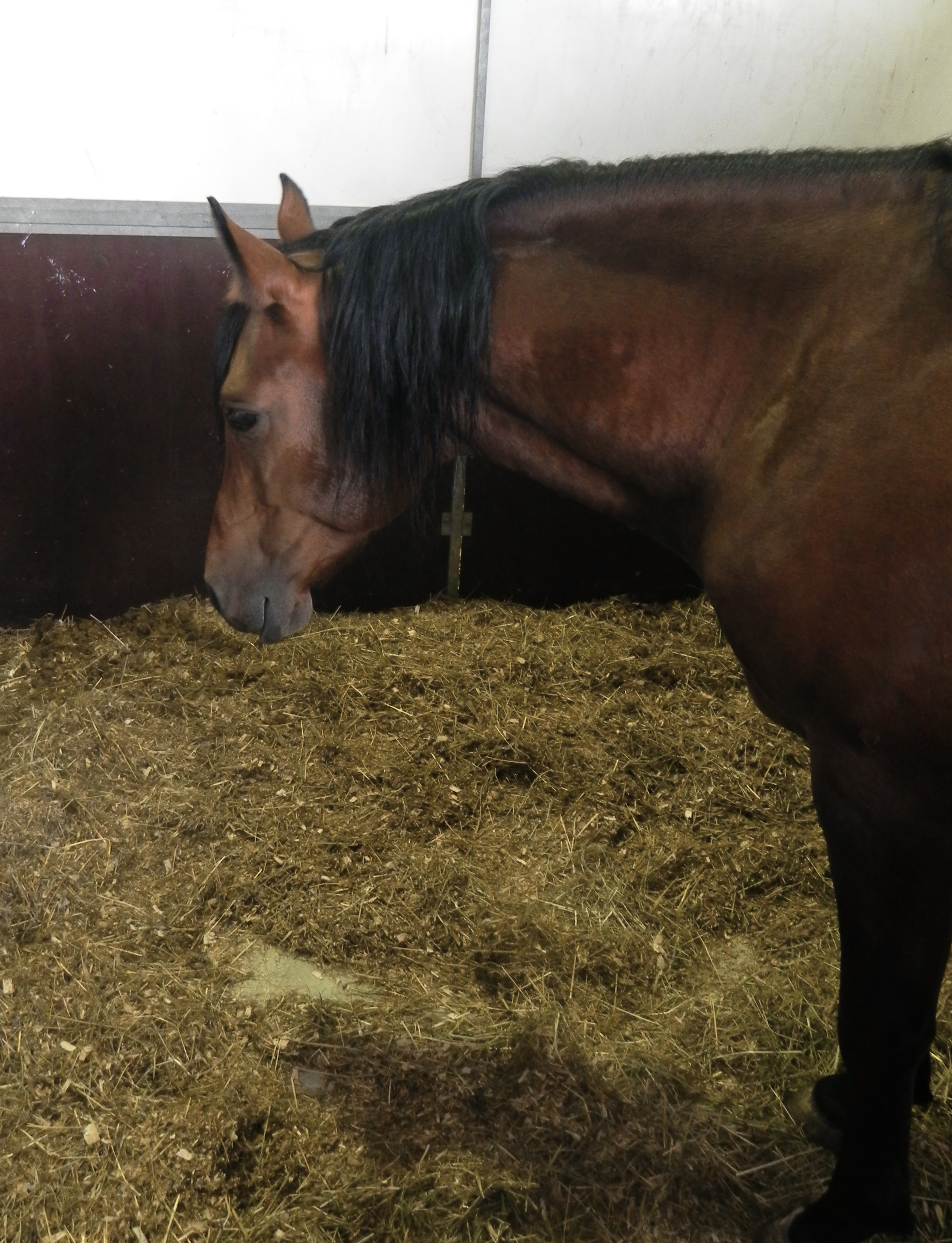
Cavallo appenninico

Il riconoscimento della razza del cavallo appenninico è avvenuto nel 2010 (D.M. 15944 del 14.07.2010) con l'inserimento nel registro anagrafico nazionale delle razze - popolazioni a limitata diffusione.

## Dati storici
La razza ha origini decisamente recenti alla fine degli anni '60. L'insediamento in Italia fu ad opera dell'imprenditore Vittorio Ortalli. Furono introdotti i primi esemplari di Franches-montagnes grazie all'importazione diretta dalla Svizzera. Ortalli, inserì gli esemplari presso Scandiano (RE) situato sulle colline sopra Iano. L'adattamento è stato veloce ed al di là di ogni più rosea previsione. Ad oggi si contano, a cinquanta anni dal suo inserimento, in tutta Italia circa 2000 fattrici e circa 300 fattrici nell'area di introduzione e sviluppo della razza. La razza sopporta benissimo sia le basse temperature invernali che le alte temperature estive.
Una delle caratteristiche più importanti è la frugalità che lo rende un cavallo d'allevamento assai economico che ben si adatta alla povertà dei pascoli di cui dispone.

## Caratteristiche
Per descrivere questo cavallo si fa riferimento ad una serie di "caratteri morfologici" quali:
| Carattere       | Descrizione                                           |
| --------------- | ----------------------------------------------------- |
| Altezza garrese | Maschi: 150 – 160 cm. Femmine: 140 – 150 cm.          |
| Testa           | leggera con profilo rettilineo                        |
| Mantello        | baio e sauro                                          |
| Collo           | ben proporzionato rispetto al tronco                  |
| Spalla          | mediamente inclinata e muscolosa                      |
| Garrese         | largo, lungo e in rilievo                             |
| Dorso           | largo e ben diretto                                   |
| Lombi           | ampi e ben attaccati                                  |
| Groppa          | larga lunga e ben inclinata                           |
| Petto           | largo e muscoloso                                     |
| Torace          | ampio                                                 |
| Arti            | asciutti                                              |
| Articolazioni   | ampie e asciutte                                      |
| Andature        | buone                                                 |
| Appiombi        | regolari                                              |
| Zoccoli         | larghi e solidi sono di notevole elasticità e durezza |
| Tipo            | Mesomorfo                                             |
| Peso            | 550 – 600 kg                                          |

Il cavallo presenta, anche con una certa frequenza, segni particolari alla testa (lista e stella) e balzane agli arti, è presente anche il mantello denominato “zaino” (assenza assoluta di peli bianchi). 
Il cavallo è di temperamento docile, sufficientemente rustico da “montagna” e di buon carattere. Adatto al tiro anche pesante spesso è allevato come cavallo da carne.

## Altre caratteristiche
Il cavallo appenninico è versatile ed adatto a molteplici usi dal lavoro nei campi al turismo equestre. Il costo di allevamento è decisamente contenuto grazie al fatto di riuscire a sostenersi anche in presenza di pascoli magri come quelli riscontrabili sull'Appennino tosco emiliano.